# Melichrus erubescens
Melichrus erubescens är en ljungväxtart som beskrevs av Allan Cunningham och Dc. Melichrus erubescens ingår i släktet Melichrus och familjen ljungväxter. Inga underarter finns listade i Catalogue of Life.